# Henrik Christian Nielsen
Henrik Christian Nielsen (14. december 1805 i Thisted – 19. november 1885 i Ribe) var en dansk stiftamtmand og politiker.
Han var en søn af amtsforvalter i Ribe, justitsråd Rasmus Nielsen (10. november 1765 – 27. november 1839) og Abelone Christine f. With (28. juli 1772 – 11. oktober 1835), fødtes i Thisted, hvor faderen dengang var amtsfuldmægtig, blev 1825 student fra Ribe Katedralskole, 1830 juridisk kandidat, arbejdede derefter som volontær hos forskellige embedsmænd, indtil han 1835 udnævntes til auditør i Slesvig, blev 1837 tillige regimentskvartermester, fik 1841 titel af overauditør og overtog ved Treårskrigens udbrud 1848 det vanskelige og ansvarsfulde hverv at ordne og bestyre intendanturvæsenet i Nørrejylland. De store fortjenester, han indlagde sig i denne virksomhed, belønnedes bl.a. 1850 med justitsrådstitlen, og Krigsministeriet satte så stor pris på hans bistand, at det efter hans udnævnelse til amtsforvalter i Ribe 1850 formåede ham til fremdeles i et år at lede intendanturforretningerne. Som amtsforvalter var han gentagne gange konstitueret som amtmand, og 1855 udnævntes han definitivt til stiftamtmand over Ribe Stift og amtmand over Ribe Amt. Også i denne stilling gjorde han udmærket fyldest og erhvervede sig ved sin fremragende dygtighed og overordentlige nidkærhed i forbindelse med den store imødekommenhed, han viste imod alle, med hvem han kom i berøring, i høj grad amtets tillid og agtelse. Særlig fortjeneste indlagde han sig efter krigen 1864 ved den varme interesse, store omsigt og utrættelige flid, hvormed han arbejdede for en forbedring af de hårde vilkår, hvorunder Ribe Amt levede. Da han 1884 efter eget ønske afskedigedes, skete dette da også med en tilkendegivelse af kongens påskønnelse af og tilfredshed med hans lange og udmærkede virken i statens tjeneste. 1861 var han blevet Kommandør og 1875 Storkors af Dannebrogordenen.
1866-70 havde han sæde i Landstinget, valgt af 11. kreds, 1876-82 som kongevalgt medlem. Han døde 19. november 1885 i Ribe.
30. oktober 1835 blev han gift med Jacobine Laurentze Eilskov (9. oktober 1809 – 8. juni 1855), datter af apoteker i Ribe Christian Cornelius Eilskov og Anania f. Hansen.
- Gravsten på Ribe Gamle kirkegård